# Phytobia liepae
Phytobia liepae är en tvåvingeart som beskrevs av Spencer 1977. Phytobia liepae ingår i släktet Phytobia och familjen minerarflugor. Inga underarter finns listade i Catalogue of Life.